# Холивудска алея на славата
Холивудската алея на славата (на английски: Hollywood Walk of Fame) е тротоар, разположен по протежение на булевард „Холивуд“ в Холивуд, Лос Анджелис, щата Калифорния, който служи като своеобразна „Зала на славата“ на открито.
Първата постоянна звезда е поставена на алеята на 28 март 1960 г. и е в чест на Стенли Крамър. Човекът с най-много звезди е Джийн Отри, той има общо пет звезди – по една за всяка категория.
На 20 август 2011 г., с добавянето на Дани Де Вито, петолъчните звезди на Алеята на славата стават 2445; звезди с имената на известни действителни или измислени личности, които са допринесли за развитието на развлекателната индустрия. При създаването на Алеята на славата се полагат 2500 празни звезди; през следващите шестнадесет месеца се посвещават 1558 от тях и оттогава, на месец биват посвещавани около две звезди. До 1994 година повече от 2000 от оригиналните 2500 звезди са посветени. През юли 2008 се обявява, че алеята ще претърпи обновяване, като 778 звезди ще бъдат заменени, защото са захабени и някои даже са опасни за пешеходците.

## Категории
Звездите на Алеята на славата са разпределени в пет категории с различен символ:
1. Категория Кино (символ кинокамера)
2. Категория Телевизия (символ телевизор)
3. Категория Музика (символ грамофонна плоча)
4. Категория Радио (символ микрофон)
5. Категория Театър (символ театрални маски – трагедия и комедия)

Всяка звезда е изработена от червена мозайка. В звездата е изписано името на твореца или групата, както и бронзов символ на категорията, в която е отличието.
Три звезди не принадлежат към никоя от гореизброените категории: първата звезда е на Том Брадли, дългогодишен кмет на Лос Анджелис, втората е по случай 50-годишния юбилей на увеселителния парк Дисниленд, а третата е посветена на седем полицаи загинали изпълнявайки служебния си дълг от полицейската служба в Лос Анджелис.
В чест на успешната експедиция до Луната на Аполо 11 е поставена звезда като бронзов диск с формата на Луната.

## Критерии
Официалните критерии при избор за отличия са обхванати от следните 3 точки:
- професионален опит във въпросната категория;
- поне 5 години работа в сферата на шоубизнеса;
- общественозначим принос.

След позитивна препоръка всяка кандидатура трябва да има снимка и кратка биография на предложената личност. Също така се превеждат 25 000$ (2007) на Hollywood Historic Trust като такса за кандидатстването. Починали звезди могат да бъдат предлагани до пет години след смъртта им; фенове също могат да дават предложения само с писмено съгласие от мениджъра на въпросната звезда.
Крайният срок за кандидатстване е 30 май всяка година, след което петчленната комисия взима своите решения. Решенията трябва да бъдат утвърдени от дирекцията на търговската палата и градския съвет на Лос Анджелис, за да бъдат официално признати. Отпадналите кандидати участват автоматично при избора следващата година; при повторно отпадане трябва да се кандидатства отново.
Всяка година кандидатстват приблизително 200 до 300 звезди, от които 20 до 24 биват одобрени. „Покупната цена“ – таксата за кандидатстване, често пъти се плаща от филмовите студия или продуцентите на звездите. Церемонията по награждаването трябва да се осъществи до пет години след избирането в присъствието на почетената звезда. При особени случаи, като например при анимационни герои или посмъртно отличие, наградата се връчва на представител.

## Отличени звезди
Някои от звездите получили признание на Алеята на славата:

#### A/О (A)
- Пола Абдул[5]
- Кристина Агилера[6]
- Браян Адамс[7]
- Ейми Адамс[8]
- Мохамед Али[9]
- Кърсти Али[10]
- Тим Алън[11]
- Джилиън Андерсън[12]
- Джули Андрюс[13]
- Дженифър Анистън[14]
- Пол Анка[15]
- Майкъл Ансара[16]
- Луис Армстронг[17]
- Деси Арнас (2 звезди)[18]
- Джийн Артър[19]
- Аполо 11 с екипаж: Нийл Армстронг, Едуин Олдрин, Майкъл Колинс[20]
- Едуард Аснър[21]
- Фред Астер[22]
- Мери Астор[23]
- Джийн Отри (5 звезди)[24]

#### Б/Г (B)
- Ан Банкрофт[25]
- Антонио Бандерас[26]
- Теда Бара[27]
- Хавиер Бардем[28]
- Дрю Баримор[29]
- Джон Баримор[30]
- Етел Баримор[31]
- Анджела Басет[32]
- Джейсън Бейтман[33]
- Лорън Бекол[34]
- Каунт Бейзи[35]
- Кевин Бейкън[36]
- Саймън Бейкър[37]
- Ким Бейсингър[38]
- Кати Бейтс[39]
- Бекстрийт Бойс[40]
- Хари Белафонте[41]
- Джон Белуши[42]
- Тони Бенет[43]
- Анет Бенинг[44]
- Джордж Бенсън[45]
- Ингрид Бергман[46]
- Сара Бернар[47]
- Хали Бери[48]
- Чък Бери[49]
- Бернардо Бертолучи[50]
- Би Джийс[51]
- Бийч Бойс[52]
- Бийтълс[53]
- Мери Джей Блайдж[54]
- Мел Бланк[55]
- Кейт Бланшет[56]
- Орландо Блум[57]
- Шарл Боайе[58]
- Хъмфри Богарт[59]
- Люсил Бол (2 звезди)[60]
- Алек Болдуин[61]
- Голямото пиле от „Улица Сезам“[62]
- Ърнест Боргнайн[63]
- Андреа Бочели[64]
- Майкъл Болтън[65]
- Клара Боу[66]
- Дейвид Боуи[67]
- Марлон Брандо[68]
- Джеймс Браун[69]
- Рей Бредбъри[70]
- Уолтър Бренан[71]
- Джеф Бриджис[72]
- Юл Бринър[73]
- Матю Бродерик[74]
- Чарлс Бронсън[75]
- Пиърс Броснан[76]
- Дейв Брубек[77]
- Мел Брукс[78]
- Ричард Брукс[79]
- Шърли Бут[80]
- Джери Брукхаймър[81]
- Сандра Бълок[82]
- Бъгс Бъни[83]
- Джон Бъни[84]
- Милтън Бърл (2 звезди)[85]
- Ървинг Бърлин[86]
- Ленард Бърнстейн[87]
- Елмър Бърнстийн[88]
- Левар Бъртън[89]
- Ричард Бъртън[90]
- Уилям Бюдайн[91]

#### К/Ч/Ш (С)
- Джеймс Каан[92]
- Джеймс Кагни[93]
- Мария Калас[94]
- Фьодор Шаляпин[95]
- Джеймс Камерън[96]
- Джаки Чан[97]
- Стивън Канел[98]
- Чарли Чаплин[99]
- Франк Капра[100]
- Дейвид Карадайн[101]
- Стийв Карел[102]
- Сид Чарис[103]
- Джордж Карлин[104]
- Арт Карни[105]
- Рей Чарлс[106]
- Лесли Карон[107]
- Карпентърс[108]
- Енрико Карузо[109]
- Морис Шевалие[110]
- Никълъс Кейдж[111]
- Чеви Чейс[112]
- Ричард Чембърлейн[113]
- Марая Кери[114]
- Джони Кеш[115]
- Чикаго (група)[116]
- Дейвид Копърфийлд[117]
- Патси Клайн[118]
- Монтгомъри Клифт[119]
- Глен Клоуз[120]
- Джеймс Кобърн[121]
- Бил Козби[122]
- Нат Кинг Кол (2 звезди)[123]
- Клодет Колбер[124]
- Фил Колинс[125]
- Шон „Diddy“ Комбс[126]
- Пери Комо (3 звезди)[127]
- Кевин Костнър[128]
- Джон Крайър[129]
- Брайън Кранстън[130]
- Даниъл Крейг[131]
- Ричард Крена[132]
- Били Кристъл[133]
- Бинг Кросби (3 звезди)[134]
- Кросби Стилс Неш Енд Йънг[135]
- Бродерик Крофорд (2 звезди)[136]
- Джоан Крофорд[137]
- Ръсел Кроу[138]
- Том Круз[139]
- Пенелопе Крус[140]
- Селия Крус[141]
- Джеки Куган[142]
- Кейли Куоко[143]
- Сам Кук[144]
- Алис Купър[145]
- Гари Купър[146]
- Джейми Лий Къртис[147]
- Майкъл Къртис[148]
- Тони Къртис[149]
- Джон Кюзак[150]
- Джордж Кюкор[151]

#### Д (D)
- Нийл Даймънд[152]
- Тед Дансън[153]
- Дани Де Вито[154]
- Елън Дедженеръс[155]
- Бети Дейвис (2 звезди)[156]
- Майлс Дейвис[157]
- Сами Дейвис[158]
- Мат Деймън[159]
- Клеър Дейнс[160]
- Дороти Дендридж[161]
- Джони Деп[162]
- Дестинис Чайлд[163]
- Оливия де Хавиланд[164]
- Камерън Диас[165]
- Вин Дизел[166]
- Джеймс Дийн[167]
- Селин Дион[168]
- Уолт Дисни (2 звезди)[169]
- Дисниленд[170]
- Марлене Дитрих[171]
- Пласидо Доминго[172]
- Фатс Домино[173]
- Дорс[174]
- Томи Дорси[175]
- Ричард Драйфус[176]
- Мари Дреслър[177]
- Дейвид Духовни[178]
- Кърк Дъглас[179]
- Доналд Дък[180]
- Фей Дънауей[181]
- Лора Дърн[182]
- Робърт Дювал[183]
- Дюран Дюран[184]

#### Е/А (E)
- Евърли Брадърс[185]
- Томас Едисън[186]
- Кенет „Бейбифейс“ Едмъндс[187]
- Майкъл Айснер[188]
- Дюк Елингтън[189]
- Глория Естефан[190]

#### Ф (F)
- Крис Фарли[191]
- Хосе Фелисиано[192]
- Хосе Ферер[193]
- Уил Феръл[194]
- Дъглас Феърбанкс-старши[195]
- Дъглас Феърбанкс-младши (3 звезди)[196]
- Сали Фийлд[197]
- Фифт Дайменшън[198]
- Ела Фицджералд[199]
- Кирстен Флагстад[200]
- Виктор Флеминг[201]
- Флийтуд Мак[202]
- Ерол Флин (2 звезди)[203]
- Джон Фоджърти[204]
- Джейми Фокс[205]
- Майкъл Джей Фокс[206]
- Питър Фолк[207]
- Питър Фонда[208]
- Хенри Фонда[209]
- Джоан Фонтейн[210]
- Джон Форд[211]
- Тенеси Ърни Форд (3 звезди)[212]
- Харисън Форд[213]
- Джун Форей[214]
- Джон Форсайт[215]
- Фара Фосет[216]
- Дейвид Фостър[217]
- Джоди Фостър[218]
- Питър Фрамптън[219]
- Арета Франклин[220]
- Джеймс Франко[221]
- Арлийн Франсис (2 звезди)[222]
- Фриц Фреленг[223]
- Морган Фрийман[224]
- Колин Фърт[225]

#### Г/Дж (G)
- Жа Жа Габор[226]
- Грета Гарбо[227]
- Ава Гарднър[228]
- Джуди Гарланд (2 звезди)[229]
- Джеймс Гарнър[230]
- Ерол Гарнър[231]
- Анди Гарсия[232]
- Гриър Гарсън[233]
- Марвин Гей[234]
- Кларк Гейбъл[235]
- Джанет Гейнър[236]
- Айра и Джордж Гершуин[237]
- Бениамино Джили[238]
- Мелиса Гилбърт[239]
- Дизи Гилеспи[240]
- Алек Гинес[241]
- Лилиан Гиш[242]
- Полет Годар[243]
- Годзила[244]
- Упи Голдбърг[245]
- Самюел Голдуин[246]
- Педро Гонзалес[247]
- Кари Грант[248]
- Били Греъм[249]
- Глория Греъм[250]
- Анди Грифит[251]
- Дейвид Уорк Грифит[252]
- Мат Грьонинг[253]
- Куба Гудинг Джуниър[254]
- Бени Гудман[255]

#### Х (H)
- Лари Хагман[256]
- Марк Хамил[257]
- Том Ханкс[258]
- Хана-Барбера[259]
- Оливър Харди[260]
- Маришка Харгитай[261]
- Ед Харис[262]
- Нийл Патрик Харис[263]
- Джордж Харисън[264]
- Рекс Харисън (2 звезди)[265]
- Харлем Глоубтротърс[266]
- Марк Хармън[267]
- Дейвид Хаселхоф[268]
- Рон Хауърд (2 звезди)[269]
- Бил Хейли[270]
- Хелън Хейс (2 звезди)[271]
- Сюзън Хейуърд[272]
- Рита Хейуърт[273]
- Марг Хелгенбъргър[274]
- Джими Хендрикс[275]
- Соня Хени[276]
- Джим Хенсън[277]
- Катрин Хепбърн[278]
- Одри Хепбърн[279]
- Чарлтън Хестън[280]
- Хю Хефнър[281]
- Патриша Хийтън[282]
- Алфред Хичкок (2 звезди)[283]
- Уилям Холдън[284]
- Бъди Холи[285]
- Били Холидей[286]
- Джуди Холидей[287]
- Антъни Хопкинс[288]
- Денис Хопър[289]
- Лена Хорн (2 звезди)[290]
- Владимир Хоровиц[291]
- Хауърд Хоукс[292]
- Боб Хоуп (4 звезди)[293]
- Хари Худини[294]
- Джон Лий Хукър[295]
- Рок Хъдзън[296]
- Джефри Хънтър[297]
- Ким Хънтър (2 звезди)[298]
- Холи Хънтър[299]
- Уди Хърман[300]
- Гейл Ан Хърд[301]
- Фелисити Хъфман[302]
- Анжелика Хюстън[303]
- Джон Хюстън[304]
- Уолтър Хюстън[305]

#### И/Ъ (I)
- Хулио Иглесиас[306]
- Педро Инфанте[307]
- Стив Ъруин[308]

#### Дж/Ж/Й (J)
- Морис Жар[309]
- Ал Жаро[310]
- Хю Джакман[311]
- Ел Ел Кул Джей[312]
- Джанет Джексън[313]
- Майкъл Джексън[314]
- Питър Джаксън[315]
- Самюъл Джаксън[316]
- Ета Джеймс[317]
- Джейнс Ъдикшън[318]
- Алисън Джени[319]
- Били Джоел[320]
- Елтън Джон[321]
- Дон Джонсън[322]
- Дуейн „Скалата“ Джонсън[323]
- Ървин „Меджик“ Джонсън[324]
- Джанис Джоплин[325]
- Дженифър Джоунс[326]
- Куинси Джоунс[327]
- Том Джоунс[328]
- Томи Лий Джоунс[329]
- Чък Джоунс[330]
- Норман Джуисън[331]
- Джърни[332]
- Скарлет Йохансон[333]

#### К
- Елия Казан[334]
- Гладис Найт[335]
- Дебора Кар[336]
- Борис Карлоф (2 звезди)[337]
- Боб Кейн[338]
- Грейс Кели[339]
- Дефорест Кели[340]
- Джийн Кели[341]
- Никол Кидман[342]
- Бъстър Кийтън (2 звезди)[343]
- Майкъл Кийтън[344]
- Дороти Килгалън[345]
- Джими Кимъл[346]
- Би Би Кинг[347]
- Лари Кинг[348]
- Хенри Кинг[349]
- Бен Кингсли[350]
- Кис[351]
- Ърта Кит[352]
- Кевин Клайн[353]
- Роналд Колман (2 звезди)[354]
- Стенли Крамър[355]
- Куул енд дъ Генг[356]
- Жабокът Кърмит от Мъпетите[357]
- Уолтър Кьониг[358]

#### Л (L)
- Ги Лалиберте[359]
- Хеди Ламар[360]
- Фриц Ланг[361]
- Мартин Ландау[362]
- Бърт Ланкастър[363]
- Анджела Лансбъри (2 звезди)[364]
- Марио Ланца (2 звезди)[365]
- Ласи[366]
- Куин Латифа[367]
- Джак Лемън[368]
- Джей Лено[369]
- Джон Ленън[370]
- Либерачи (2 звезди)[371]
- Брус Лий[372]
- Вивиан Лий[373]
- Джанет Лий[374]
- Пеги Лий[375]
- Стан Лий[376]
- Лорета Лин[377]
- Джошуа Логън[378]
- Мирна Лой[379]
- Харолд Лойд[380]
- Андрю Лойд Уебър[381]
- Джина Лолобриджида[382]
- Карол Ломбард[383]
- Дженифър Лопес[384]
- Питър Лори[385]
- Хю Лори[386]
- Чарлз Лотън[387]
- София Лорен[388]
- Бела Лугоши[389]
- Пол Лукас[390]
- Джери Люис (2 звезди)[391]
- Джери Лий Люис[392]
- Братя Люмиер[393][394]

#### М
- Вера Майлс[395]
- Майк Майърс[396]
- Малкълм Макдауъл[397]
- Роди Макдауъл[398]
- Мелиса Маккарти[399]
- Пол Маккартни[400]
- Матю Макконъхи[401]
- Стийв Маккуин[402]
- Виктор Маклаглън[403]
- Шърли Маклейн[404]
- Винс Макмеън[405]
- Фред Макмъри[406]
- Мако[407]
- Делбърт Ман[408]
- Джоузеф Манкевич[409]
- Хенри Манчини[410]
- Ана Маняни[411]
- Бил Мар[412]
- Джулиана Маргулис[413]
- Граучо Маркс (2 звезди)[414]
- Боб Марли[415]
- Дийн Мартин (3 звезди)[416]
- Рики Мартин[417]
- Фредрик Марч[418]
- Уолтър Матау[419]
- Марли Матлин[420]
- Уилям Мейси[421]
- Йехуди Менухин[422]
- Зубин Мета[423]
- Луис Мигел[424]
- Бет Мидлър[425]
- Мики Маус[426]
- Мини Маус[427]
- Рей Миланд (2 звезди)[428]
- Глен Милър[429]
- Винсънт Минели[430]
- Лайза Минели[431]
- Хелън Мирън[432]
- Гай Мичъл[433]
- Робърт Мичъм[434]
- Тоширо Мифуне[435]
- Карл Молдън[436]
- Телониъс Монк[437]
- Мерилин Монро[438]
- Мишел Морган[439]
- Енио Мориконе[440]
- Мотли Крю[441]
- Пол Муни[442]
- Джулиан Мур[443]
- Роджър Мур[444]
- Мънкис[445]
- Мъпетите[446]
- Еди Мърфи[447]
- Оди Мърфи[448]

#### Н (N)
- Пола Негри[449]
- Рики Нелсън[450]
- Дейвид Нивън (2 звезди)[451]
- Патриша Нийл[452]
- Джак Никълсън[453]
- Лесли Нилсен[454]
- Ленърд Нимой[455]
- Ким Новак[456]
- Рамон Новаро[457]
- Чък Норис[458]
- Ню Кидс он дъ Блок[459]
- Пол Нюман[460]
- Уейн Нютън[461]
- Оливия Нютън-Джон[462]

#### О
- Крис О'Донъл[463]
- Ози Озбърн[464]
- Озмъндс[465]
- Лорънс Оливие[466]
- Едуард Джеймс Олмос[467]
- Мери-Кейт и Ашли Олсън[468]
- Ед О'Нийл[469]
- Рой Орбисън[470]
- Бък Оуенс[471]
- Морийн О'Хара[472]

#### П (P)
- Игнаци Падеревски[473]
- Джим Парсънс[474]
- Доли Партън[475]
- Манди Патинкин[476]
- Уилям Пауъл[477]
- Грегъри Пек[478]
- Пен и Телър[479]
- Том Пети енд дъ Хартбрейкърс[480]
- Мери Пикфорд[481]
- Уилям Питърсън[482]
- Сидни Поатие[483]
- Пойнтър Систърс[484]
- Лес Пол и Мери Форд[485]
- Гуинет Полтроу[486]
- Ото Преминджър[487]
- Елвис Пресли[488]
- Луи Прима[489]
- Фреди Принз[490]
- Тито Пуенте[491]
- Мечо Пух[492]
- Мишел Пфайфър[493]
- Антъни Пъркинс (2 звезди)[494]

#### К (Q)
- Денис Куейд[495]
- Куийн[496]
- Антъни Куин[497]

#### Р (R)
- Даниъл Радклиф[498]
- Уинона Райдър[499]
- Бони Райт[500]
- Джордж Рафт (2 звезди)[501]
- Джони Рей[502]
- Роналд Рейгън[503]
- Ъшър Реймънд[504]
- Бърт Рейнолдс[505]
- Клод Рейнс[506]
- Луис Рейнър[507]
- Райън Рейнолдс[508]
- Жан Реноар[509]
- Джордж Рийвс[510]
- Киану Рийвс[511]
- Рин Тин Тин[512]
- Дон Рикълс[513]
- Литъл Ричард[514]
- Марти Робинс[515]
- Тим Робинс[516]
- Харолд Робинс[517]
- Клиф Робъртсън[518]
- Джинджър Роджърс[519]
- Кени Роджърс[520]
- Джийн Родънбери[521]
- Крис Рок[522]
- Лу Ролс[523]
- Даяна Рос[524]
- Робърт Росън[525]
- Артур Рубинщайн[526]
- Мики Руни (4 звезди)[527]
- Джейн Ръсел[528]
- Пол Ръд[529]
- Ръш (група)[530]

#### С/Ш (S)
- Тели Савалас[531]
- Шакира[532]
- Дона Самър[533]
- Сюзан Самърс[534]
- Адам Сандлър[535]
- Карлос Сантана[536]
- Сюзън Сарандън[537]
- Уилям Шатнър[538]
- Арнолд Шварценегер[539]
- Кейти Сегал[540]
- Нийл Седака[541]
- Кира Седжуик[542]
- Ева Мари Сейнт (2 звезди)[543]
- Том Селек[544]
- Сидни Шелдън[545]
- Сибил Шепърд[546]
- Мартин Шийн[547]
- Чарли Шийн[548]
- Раян Сикрест[549]
- Джоуел Силвър[550]
- Семейство Симпсън[551]
- Нанси Синатра[552]
- Франк Синатра (3 звезди)[553]
- Норма Шиърър[554]
- Ред Скелтън (2 звезди)[555]
- Мартин Скорсезе[556]
- Ридли Скот[557]
- Слаш[558]
- Уесли Снайпс[559]
- Снежанка[560]
- Сони и Шер[561]
- Арти Шоу[562]
- Дейвид Спейд[563]
- Кевин Спейси[564]
- Сиси Спейсик[565]
- Стивън Спилбърг[566]
- Бритни Спиърс[567]
- Шрек[568]
- Род Стайгър[569]
- Силвестър Сталоун[570]
- Барбара Стануик[571]
- Ринго Стар[572]
- Джордж Стивънс[573]
- Мери Стийнбърджън[574]
- Стинг[575]
- Леополд Стоковски[576]
- Оливър Стоун[577]
- Шарън Стоун[578]
- Игор Стравински[579]
- Барбра Страйсънд[580]
- Мерил Стрийп[581]
- Джон Стърджис[582]
- Глория Стюарт[583]
- Джеймс Стюарт[584]
- Патрик Стюарт[585]
- Род Стюарт[586]
- Патрик Суейзи[587]
- Хилари Суонк[588]
- Доналд Съдърланд[589]
- Кийфър Съдърланд[590]
- Кей Си Енд Съншайн Бенд[591]
- Чарлс М. Шулц[592]
- Има Сумак[593]
- Сюпримс[594]
- Доктор Сюс[595]

#### Т
- Джордж Такеи[596]
- Талия[597]
- Куентин Тарантино[598]
- Елизабет Тейлър[599]
- Шарлиз Терон[600]
- Ема Томпсън[601]
- Били Боб Торнтън[602]
- Артуро Тосканини (2 звезди)[603]
- Джон Траволта[604]
- Спенсър Трейси[605]
- Джесика Тенди[606]
- Шърли Темпъл[607]
- Доналд Тръмп[608]
- Шаная Туейн[609]
- Лана Търнър[610]
- Тед Търнър[611]
- Тина Търнър[612]

#### В/Ф (V)
- Рудолфо Валентино[613]
- Ричи Валънс[614]
- Дик Ван Дайк[615]
- София Вергара[616]
- Вилидж Пийпъл[617]
- Джийн Винсънт[618]
- Робърт Вон[619]
- Сара Вон (2 звезди)[620]
- Джоузеф фон Щернберг[621]
- Ерих фон Щрохайм[622]

#### У/В (W)
- Робърт Уайз[623]
- Били Уайлдър[624]
- Уилям Уайлър[625]
- Джейн Уаймън (2 звезди)[626]
- Джони Вайсмюлер[627]
- Бари Уайт[628]
- Бети Уайт[629]
- Бруно Валтер[630]
- Кристоф Валц[631]
- Уди Кълвача[632]
- Джоан Удуърд[633]
- Клифтън Уеб[634]
- Джон Уейн[635]
- Орсън Уелс (2 звезди)[636]
- Ракел Уелч[637]
- Адам Уест[638]
- Мей Уест[639]
- Рийз Уидърспун[640]
- Сигорни Уийвър[641]
- Брус Уилис[642]
- Ванеса Уилямс[643]
- Пол Уилямс[644]
- Робин Уилямс[645]
- Фарел Уилямс[646]
- Кейт Уинслет[647]
- Форест Уитакър[648]
- Джеймс Уитмор[649]
- Марк „Марки Марк“ Уолбърг[650]
- Стиви Уондър[651]
- Натали Ууд[652]
- Джеймс Уудс[653]

#### Й/Я (Y)
- Майкъл Йорк[654]
- Лорета Йънг (2 звезди)[655]
- Алън Янг[656]

#### З/Ц (Z)
- Рене Зелуегър[657]
- Робърт Земекис[658]
- Ефрем Зимбалист младши[659]
- Ханс Цимер[660]
- Фред Зинеман[661]

## Известни личности без звезди
За получаване на звезда на холивудската Алея на славата е необходимо съгласието на кандидата (освен при посмъртно получаване), заради тази и други причини има няколко известни личности с безспорен принос към развлекателната индустрия без звезда:
- Ал Пачино
- Анджелина Джоли
- Даян Кийтън
- Дейвид Линч
- Дензъл Уошингтън
- Джон Клийз
- Джордж Клуни
- Джордж Лукас
- Джуди Денч
- Джулия Робъртс
- Клинт Истууд
- Робърт Де Ниро
- Леонардо ди Каприо
- Робърт Редфорд
- Стийв Мартин
- Уорън Бейти